# Varreddes
Varreddes is een gemeente in het Franse departement Seine-et-Marne (regio Île-de-France) en telt 1810 inwoners (1999). De plaats maakt deel uit van het arrondissement Meaux.

## Geografie
De oppervlakte van Varreddes bedraagt 8,0 km², de bevolkingsdichtheid is 226,3 inwoners per km².
De onderstaande kaart toont de ligging van Varreddes met de belangrijkste infrastructuur en aangrenzende gemeenten.

## Demografie
Onderstaande figuur toont het verloop van het inwonertal (bron: INSEE-tellingen).

## Externe links

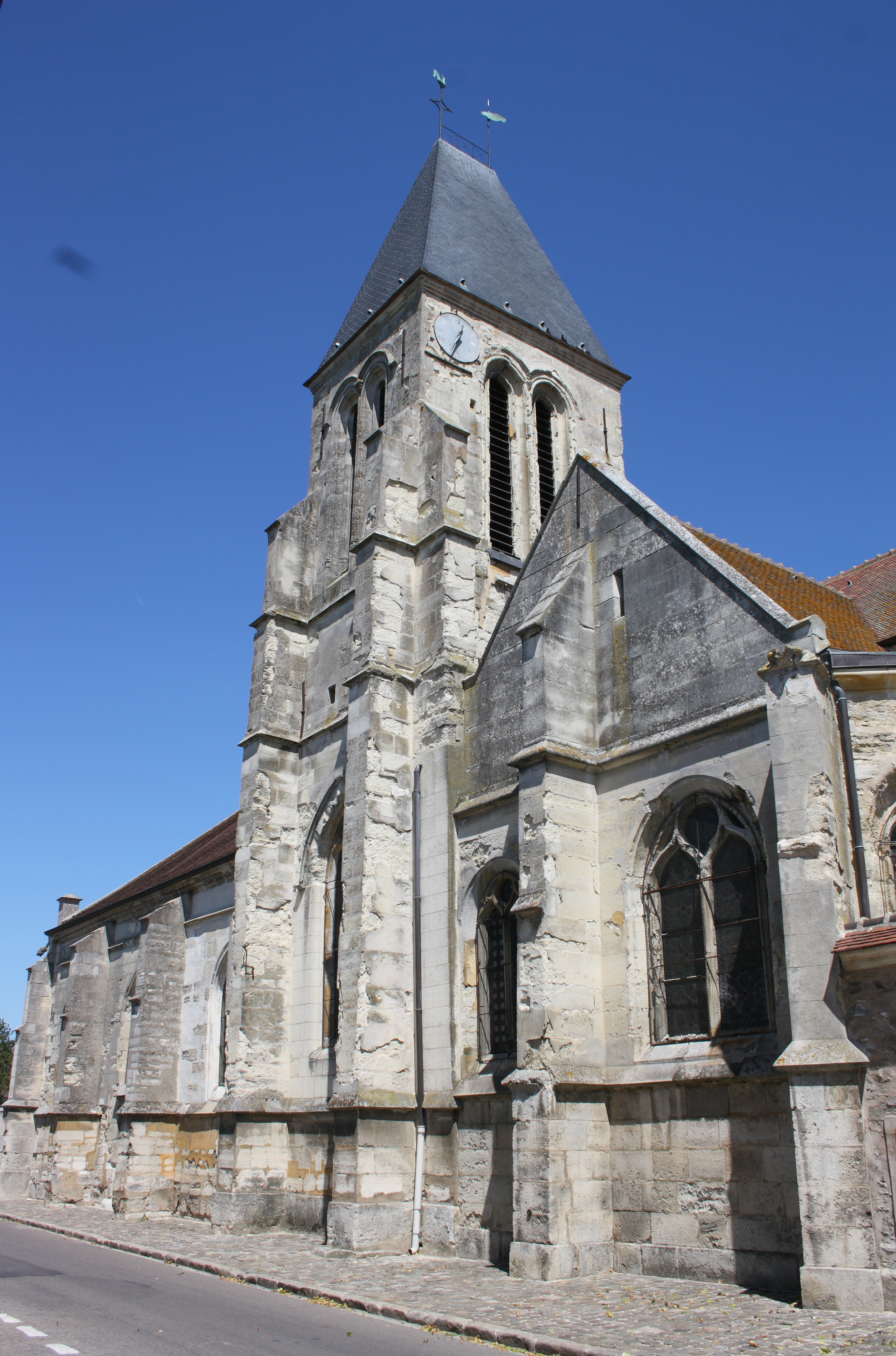
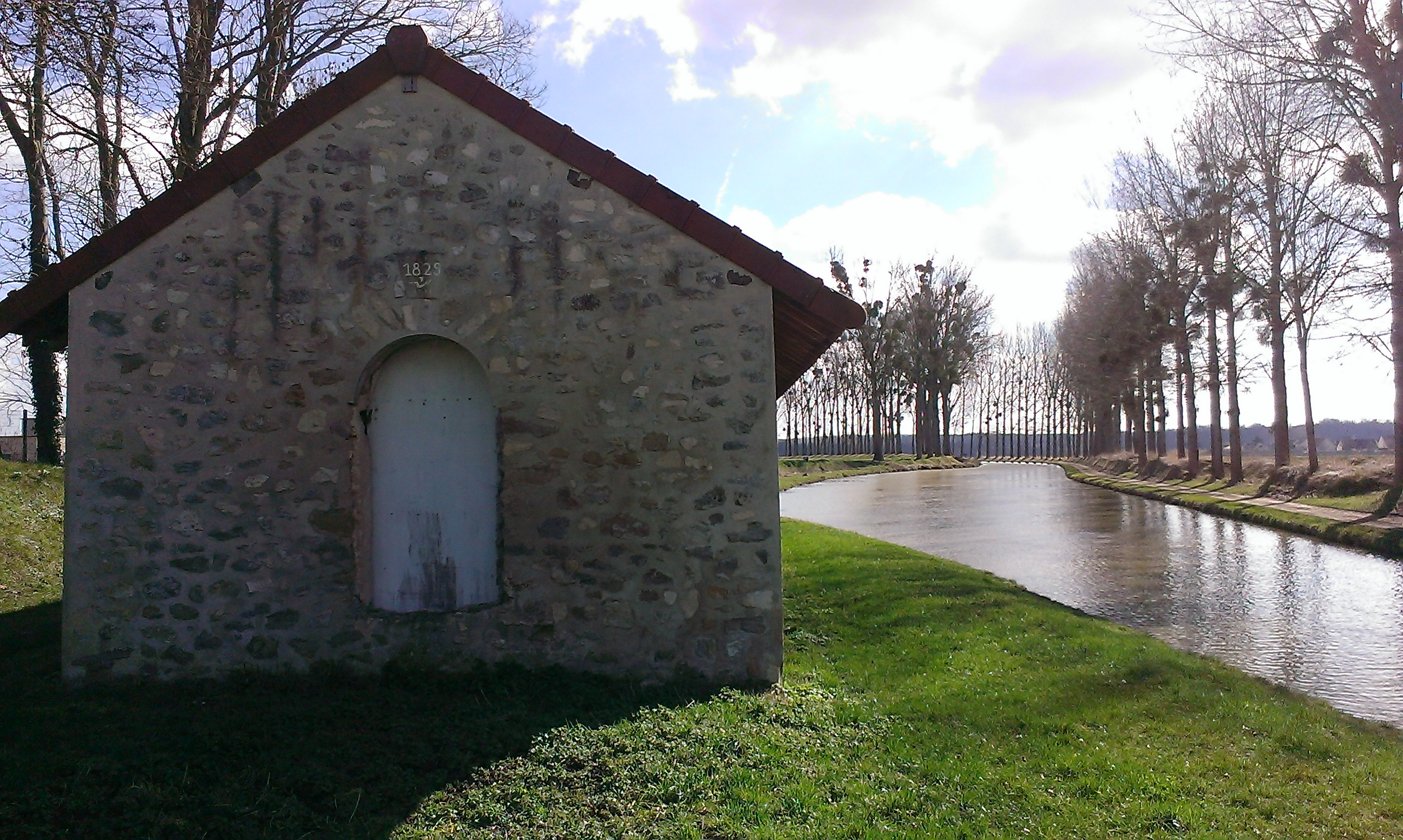
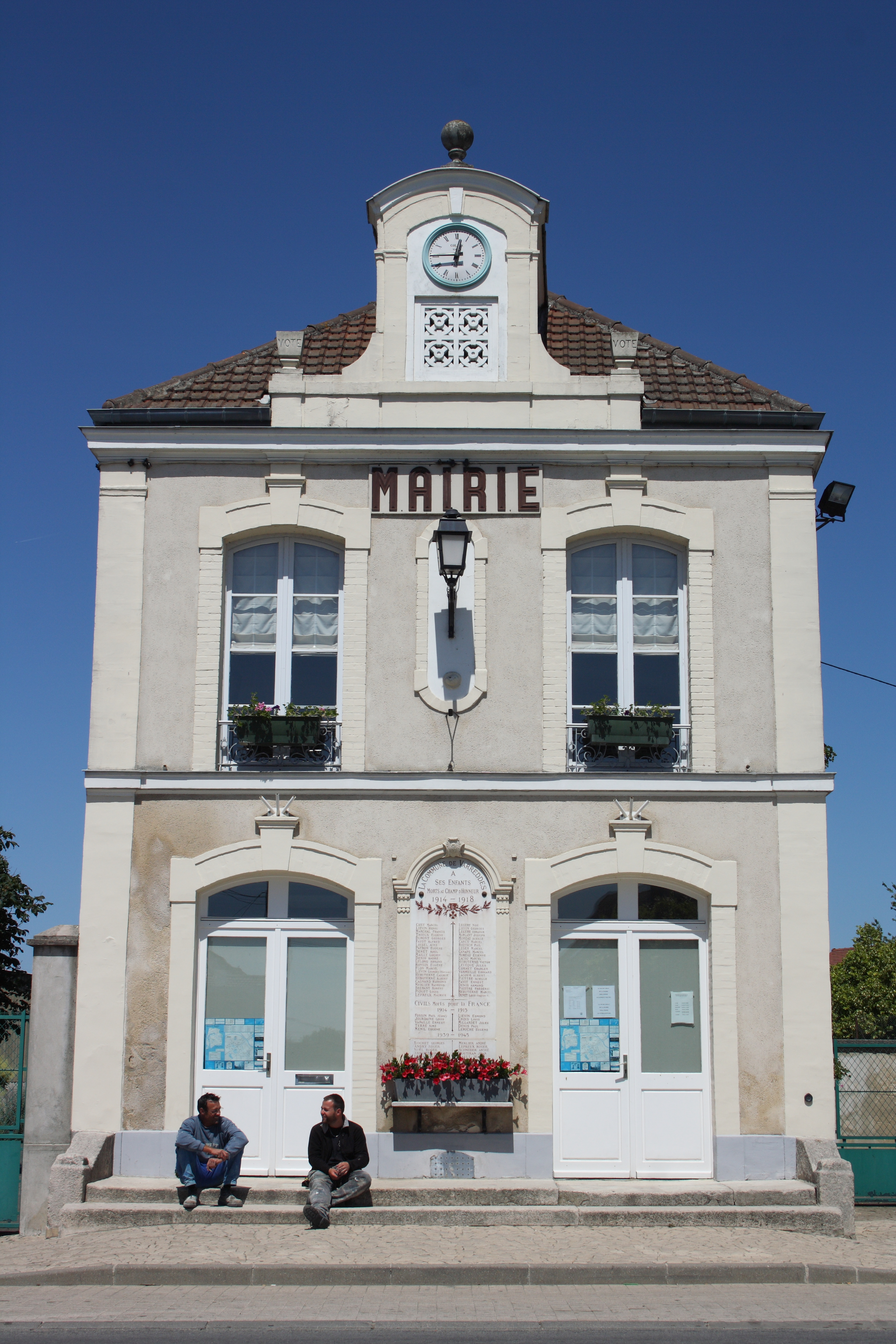